# Angelos Pavlakakis
Angelos Pavlakakis (Grecia, 7 de noviembre de 1976) es un atleta griego retirado especializado en la prueba de 60 m, en la que consiguió ser medallista de bronce europeo en pista cubierta en 2000.

## Carrera deportiva
En el Campeonato Europeo de Atletismo en Pista Cubierta de 2000 ganó la medalla de bronce en los 60 metros, con un tiempo de 6.54 segundos, tras el británico Jason Gardener (oro con 6.49 segundos) y su paisano griego Georgios Theodoridis (plata con 6.51 segundos).